# أساطير كردية
الأساطير الكردية (بالإنجليزية: Kurdish mythology)‏ هو مصطلح جامع لمعتقدات وممارسات مجموعة الشعوب القديمة ذات الصلة ثقافيًا أو إثنيًا أو لغويًا التي سكنت جبال كردستان شمال غرب زاغروس وشمال بلاد الرافدين وجنوب شرق الأناضول. وهذا يشمل، أيضا، ديانتهم الوثنية الهندية الأوروبية قبل أن يعتنقوا الإسلام، بالإضافة إلى الأساطير والروايات والفولكلور المحلي الذي أنتجوه بعد أن أصبحوا مسلمين.

## قبل الإسلام

### المعتقدات التقليدية
كان الأكراد يعبدون في الأصل مجموعة من الآلهة أو فئة من الآلهة تسمى (ديوها dêw، والتي تُعرف باسم أو الديفا Daeva باللغة الإنجليزية)، على الرغم من أن هذه الآلهة قد تم اعتبارها لاحقًا على أنها وحوش شريرة، متصيدون أو عمالقة. مثل أسوراس Asura، قبل دمجها في أهورامزدا Ahura Mazda. آمن الأكراد في تنين مرعب أطلقوا عليه اسم إجدها (الملك الضحاك)، المعروف باسم زحاك باللغة الإنجليزية.

### قصة الأصل
المقال الرئيسي: أصل الأكراد
في الأساطير الكردية، فر أسلاف الأكراد إلى الجبال هربًا من قمع ملك يدعى الملك الضحاك. يُعتقد أن هؤلاء الناس، مثل كاوه الحداد الذين اختبأوا في الجبال على مدار التاريخ خلقوا عرقًا كرديًا. الجبال، حتى يومنا هذا، لا تزال تحمل رمزية شخصية وجغرافية مهمة في الحياة الكردية. على غرار الأساطير الوطنية الأخرى، تُستخدم الأساطير الكردية لأغراض سياسية.

## بعد الإسلام
يحظى الملك الساساني تشوسروس الثاني بارفيز (كسرى الثاني) بتقدير كبير في التقاليد الشفوية والأدب والأساطير الكردية.